# Ivan Jandl
Ivan Jandl (* 24. Januar 1937 in Prag; † 21. November 1987 ebenda) war ein tschechischer Filmschauspieler und Radio-Moderator.

## Leben
Ivan Jandl wurde als Sohn des Buchhalters Klement Jandl und dessen Frau Bozena in Prag geboren. Er überlebte im Alter von drei Jahren ohne bleibende Schäden Poliomyelitis. Bereits in der Schule und seiner Teilnahme im Schülerchor zeigte sich seine Liebe für die Schauspielerei, so dass er bereits in jungen Jahren in einer regionalen Radiosendung mitwirkte. Sein erstes Engagement als Schauspieler erhielt er 1947 in Martin Fričs Spielfilm Varúj...!, wenngleich in einer Komparsenrolle.
Hier entdeckte ihn der US-amerikanisch-österreichische Regisseur Fred Zinnemann, der Jandl 1947 für sein Nachkriegs-Drama Die Gezeichneten verpflichtete. Jandls Darstellung eines überlebenden Kindes eines Konzentrationslagers wurde 1949 mit dem Academy Juvenile Award, einem Ehren-Oscar für Kinder und Jugendliche und mit einem Ehren-Golden Globe Award ausgezeichnet. Jandls Teilnahme an beiden Verleihungen wurde jedoch von der Komunistická strana Československa und dem kommunistischen Regime untersagt, so dass ihm beide Auszeichnungen in die Tschechoslowakei geschickt werden mussten.
Trotz des Erfolgs, den Jandl im Ausland genoss, blieb ihm das positive Echo im eigenen Land versagt. Nachdem er von 1949 bis 1950 in nur drei weiteren Filmen als Kleindarsteller mitgewirkt hatte, beendete er danach die Pflichtschule. Als er beschloss, an der Theaterfakultät der Akademie der Musischen Künste in Prag (DAMU) Schauspiel zu studieren, wies man ihn mit der Begründung von der Schule ab, dass er keine amerikanische Auszeichnung hätte akzeptieren dürfen. Jandl hielt sich mit Gelegenheitsjobs finanziell über Wasser, bis er 1965 Anstellung bei einem Radio fand. 1969 wurde er zum Moderator ernannt, doch bereits 1972 ohne Angabe von näheren Gründen entlassen. Zuletzt fand Jandl Arbeit als Bühnenarbeiter in einem Theater im tschechischen Teplice.
Im November 1987 fand man Jandl tot in seiner Prager Wohnung. Er starb 50-jährig an den Komplikationen eines Diabetes mellitus.

## Filmografie
- 1947: Svědomí – Schuljunge Lojzek
- 1948: Die Gezeichneten (The Search) – Karel „Jimmy“ Malik
- 1949: Zelená knížka – Jarka, Koliskos Sohn
- 1951: Vítezná křídla – Junge/Zuschauer während Modelflug-Wettbewerb

## Auszeichnungen
- 1948: Juvenile Award für: Die Gezeichneten
- 1948: Ehren-Golden Globe Award für: Die Gezeichneten